# Áureo Comamala López-Del Pan
Áureo Comamala López del Pan (? - Urtx, 9 de setembre de 1936) fou un farmacèutic i futbolista professional català de la dècada de 1910.

## Trajectòria
Fou fill d'Alfons Comamala i Ucar, natural de Sant Joan de les Abadesses, i de Maria de la Concepció López del Pan i Garro. Fou germà dels també futbolistes Arseni i Carles, fou el menys reeixit de tots tres. Jugà tres temporades al FC Barcelona, entre 1909 i 1912, però només disputà un partit oficial, al Campionat de Catalunya de la temporada 1910-11, i cinc partits més amistosos. Posteriorment jugà breument al Casual SC i a l'Universitari SC.
Es va casar amb Albina Malo de Silva Braganza (Barcelona, 1895 - Barcelona, 1933) el juliol de 1919, en l'església del Josepets en una cerimònia a la qual també va contreure matrimoni el seu germà Carles, aquest amb Leonor Victoria de Lacea y Mazarredo (Bilbao, 1890-Barcelona, 1936).
Es va traslladar a viure a Puigcerdà, on regentava la seva farmàcia i laboratori farmacèutic. Va morir assassinat els primers dies de la Guerra Civil, en una matança col·lectiva a Urtx, en un indret conegut com a "Còrrec del Gavatx", en què van morir 21 persones, molts que com ell havien militat al partir polític Unió Patriótica, entre ells un exalcalde, Ramon Cosp i Esteve, i diversos exregidors de l'ajuntament. Áureo havia estat regidor de Puigcerdà.

## Palmarès
- Campionat de Catalunya de futbol:
  - 1910-11